# Heinrich Glaser

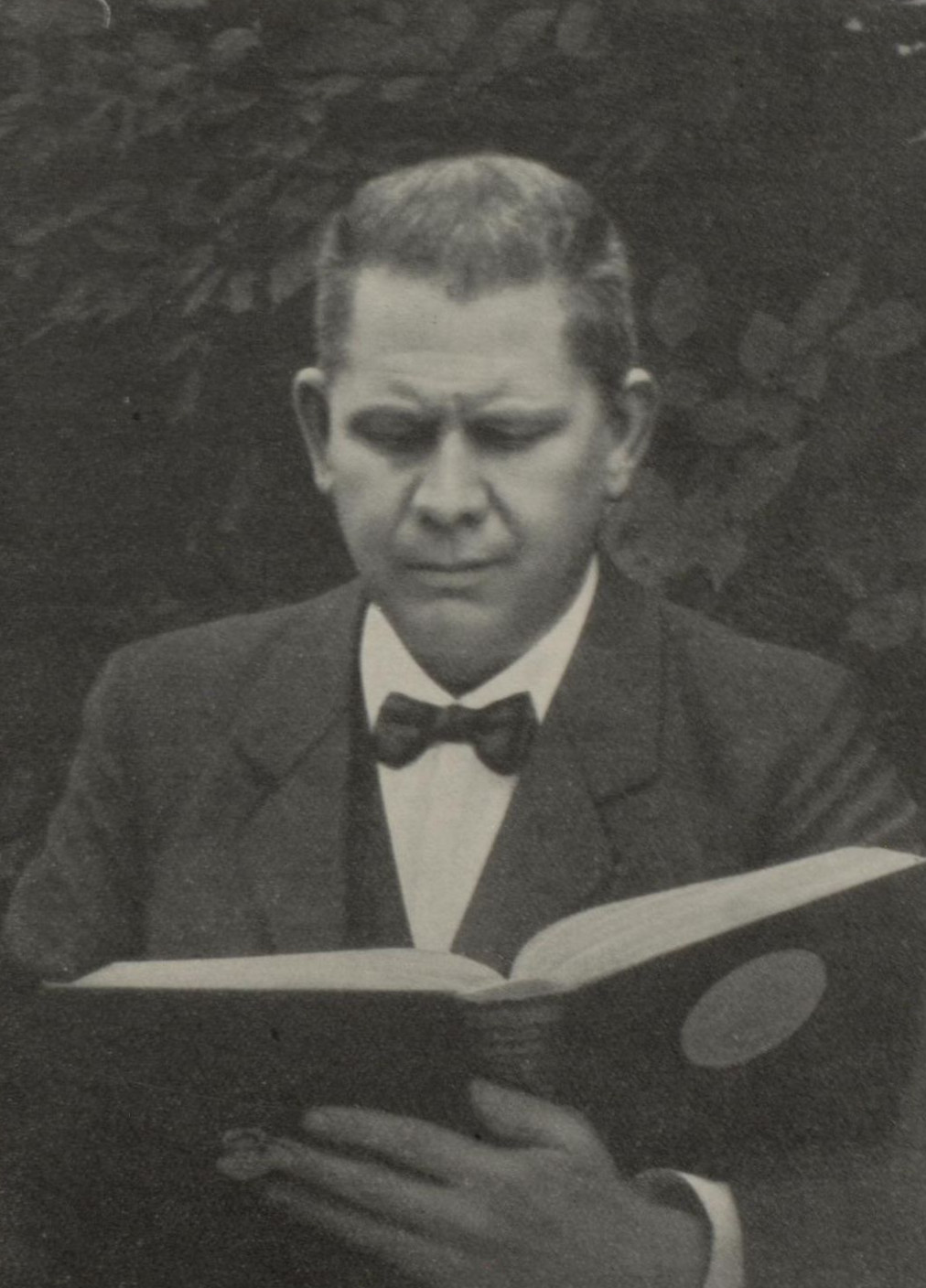
Heinrich Glaser

Heinrich Glaser (* 6. August 1851 in Binningen; † 29. Mai 1917) war ein Schweizer Politiker (FDP).

## Leben
Glaser absolvierte ein Gymnasium und anschliessend das Rechtsstudium in Basel; Er promovierte zum Dr. iur. Er war Polizeibeamter in Basel und von 1876 bis 1884 Landschreiber im Kanton Basel-Landschaft. Von 1885 bis 1917 war er als freisinniger Regierungsrat tätig und hatte das Amt Finanzen, danach Justiz inne.
Sein Hauptwerk war die Staatsverfassung von 1892, durch welche die kantonale direkte Staatssteuer eingeführt wurde. Glaser begleitete unter anderem die Gerichts- und Prozessordnung von 1905 und das Einführungsgesetz zum schweizerischen Zivilrecht von 1905. Bei der Hypothekarreform-Initiative von 1893 bis 1896 war er ein Gegenspieler von Stefan Gschwind.